# Eczemotes guttulata
Eczemotes guttulata är en skalbaggsart som beskrevs av Bates 1877. Eczemotes guttulata ingår i släktet Eczemotes och familjen långhorningar. Inga underarter finns listade i Catalogue of Life.